# جامعة مصطفى أسطمبولي (معسكر)
جامعة مصطفى أسطمبولي (بالفرنسية: Université Mustapha STAMBOULI Mascara)‏، هي جامعة بولاية معسكر الجزائرية.

## وصلات خارجية
الموقع الرسمي للجامعة